# Kanton Gannat
Der Kanton Gannat ist ein französischer Wahlkreis im Département Allier in der Region Auvergne-Rhône-Alpes. Er umfasst 41 Gemeinden in den Arrondissements Montluçon und Vichy, sein bureau centralisateur ist in Gannat.

## Gemeinden
Der Kanton besteht aus 41 Gemeinden mit insgesamt 19.883 Einwohnern (Stand: 1. Januar 2022) auf einer Gesamtfläche von 581,48 km²:
| Gemeinde                  | Einwohner 1. Januar 2022 | Fläche km² | Dichte Einw./km² | Code INSEE | Postleitzahl | Arrondissement |
| ------------------------- | ------------------------ | ---------- | ---------------- | ---------- | ------------ | -------------- |
| Barberier                 | 142                      | 8,08       | 18               | 03016      | 03140        | Vichy          |
| Bègues                    | 229                      | 8,30       | 28               | 03021      | 03800        | Vichy          |
| Bellenaves                | 986                      | 34,88      | 28               | 03022      | 03330        | Vichy          |
| Biozat                    | 923                      | 16,46      | 56               | 03030      | 03800        | Vichy          |
| Chantelle                 | 1.124                    | 10,96      | 103              | 03053      | 03140        | Vichy          |
| Chareil-Cintrat           | 385                      | 12,77      | 30               | 03059      | 03140        | Vichy          |
| Charmes                   | 374                      | 8,19       | 46               | 03061      | 03800        | Vichy          |
| Charroux                  | 340                      | 10,43      | 33               | 03062      | 03140        | Vichy          |
| Chezelle                  | 158                      | 7,33       | 22               | 03075      | 03140        | Vichy          |
| Chirat-l’Église           | 128                      | 18,48      | 7                | 03077      | 03330        | Vichy          |
| Chouvigny                 | 230                      | 13,41      | 17               | 03078      | 03450        | Vichy          |
| Coutansouze               | 158                      | 13,42      | 12               | 03089      | 03330        | Vichy          |
| Deneuille-lès-Chantelle   | 93                       | 8,21       | 11               | 03096      | 03140        | Vichy          |
| Ébreuil                   | 1.292                    | 23,22      | 56               | 03107      | 03450        | Vichy          |
| Échassières               | 369                      | 23,40      | 16               | 03108      | 03330        | Vichy          |
| Étroussat                 | 663                      | 13,03      | 51               | 03112      | 03140        | Vichy          |
| Fleuriel                  | 339                      | 28,05      | 12               | 03115      | 03140        | Vichy          |
| Fourilles                 | 191                      | 6,98       | 27               | 03116      | 03140        | Vichy          |
| Gannat                    | 5.684                    | 36,85      | 154              | 03118      | 03800        | Vichy          |
| Jenzat                    | 521                      | 11,64      | 45               | 03133      | 03800        | Vichy          |
| Lalizolle                 | 407                      | 23,72      | 17               | 03135      | 03450        | Vichy          |
| Le Mayet-d’École          | 305                      | 6,76       | 45               | 03164      | 03800        | Vichy          |
| Louroux-de-Bouble         | 228                      | 16,87      | 14               | 03152      | 03330        | Vichy          |
| Mazerier                  | 320                      | 7,23       | 44               | 03166      | 03800        | Vichy          |
| Monestier                 | 280                      | 29,68      | 9                | 03175      | 03140        | Vichy          |
| Monteignet-sur-l’Andelot  | 267                      | 9,38       | 28               | 03182      | 03800        | Vichy          |
| Nades                     | 158                      | 8,49       | 19               | 03192      | 03450        | Vichy          |
| Naves                     | 137                      | 8,13       | 17               | 03194      | 03330        | Vichy          |
| Poëzat                    | 152                      | 2,12       | 72               | 03209      | 03800        | Vichy          |
| Saint-Bonnet-de-Rochefort | 714                      | 16,36      | 44               | 03220      | 03800        | Vichy          |
| Saint-Germain-de-Salles   | 426                      | 11,59      | 37               | 03237      | 03140        | Vichy          |
| Saint-Priest-d’Andelot    | 146                      | 8,17       | 18               | 03255      | 03800        | Vichy          |
| Saulzet                   | 392                      | 9,21       | 43               | 03268      | 03800        | Vichy          |
| Sussat                    | 105                      | 8,00       | 13               | 03276      | 03450        | Vichy          |
| Target                    | 247                      | 26,47      | 9                | 03277      | 03140        | Vichy          |
| Taxat-Senat               | 211                      | 13,62      | 15               | 03278      | 03140        | Vichy          |
| Ussel-d’Allier            | 168                      | 8,02       | 21               | 03294      | 03140        | Vichy          |
| Valignat                  | 65                       | 2,32       | 28               | 03295      | 03330        | Vichy          |
| Veauce                    | 39                       | 3,54       | 11               | 03302      | 03450        | Vichy          |
| Vicq                      | 294                      | 13,25      | 22               | 03311      | 03450        | Vichy          |
| Voussac                   | 493                      | 34,46      | 14               | 03319      | 03140        | Montluçon      |
| Kanton Gannat             | 19.883                   | 581,48     | 34               | 0306       | –            | –              |

Bis zur Neuordnung gehörten zum Kanton Gannat die 12 Gemeinden Bègues, Biozat, Charmes, Gannat, Jenzat, Le Mayet-d’École, Mazerier, Monteignet-sur-l’Andelot, Poëzat, Saint-Bonnet-de-Rochefort, Saint-Priest-d’Andelot und Saulzet. Sein Zuschnitt entsprach einer Fläche von 140,67 km2. Er besaß vor 2015 einen anderen INSEE-Code als heute, nämlich 0311.

## Politik
| Vertreter im Départementsrat | Vertreter im Départementsrat  | Vertreter im Départementsrat |
| Amtszeit                     | Namen                         | Partei                       |
| ---------------------------- | ----------------------------- | ---------------------------- |
| 2001–2015                    | Anne-Marie Defay              | –                            |
| 2015–                        | André Bidaud Anne-Marie Defay | –                            |